# ريكاردو سوتو
ريكاردو سوتو (بالإسبانية: Ricardo Soto)‏ هو نبال تشيلي، ولد في 20 أكتوبر 1999 في كونثبثيون في تشيلي.

## وصلات خارجية
- ريكاردو سوتو على موقع الاتحاد الدولي للرماية بالسهام (الإنجليزية)
- ريكاردو سوتو على موقع اللجنة الأولمبية الدولية (الإنجليزية)
- ريكاردو سوتو على موقع أوليمبيديا (الإنجليزية)